# Montes (Uruguay)

Carte de la municipalité de Montes dans le département de Canelones.

Montes est une ville et une municipalité de l'Uruguay située dans le département de Canelones. Sa population est de 1 760 habitants.

## Localisation
Montes est située dans le sud est de l'Uruguay, département de Canelones, 6,5 km à l'est de Migues et 40 km au sud ouest de la ville de Minas,.

## Population
Sa population est de 1 760 habitants environ (2011).
| Année | Population |
| ----- | ---------- |
| 1963  | 1 841      |
| 1975  | 2 236      |
| 1985  | 2 156      |
| 1996  | 1 973      |
| 2004  | 1 713      |
| 2011  | 1 760      |

Référence,.

## Gouvernement
Le maire (alcaldesa) de la ville est María Angel Mancuello (Front large),.